# Soupe de fèves
La soupe de fèves est une spécialité culinaire sous forme de soupe dont l'ingrédient principal est la fève (vicia faba). Il est généralement préparé par une cuisson lente accompagnée de quelques légumes. Dans certains pays européens, comme préparation culinaire séfarade.

## Variantes européennes
Il existe plusieurs variantes dans la cuisine espagnole, comme la sopa de habas a la extremeña, typique de la cuisine d'Estrémadure, la fabada asturiana. Dans certains pays de la région des Balkans, on trouve plusieurs variantes, par exemple la cuisine bosniaque, où on trouve le populaire pasulj.